# Тихоокеанський тип гірських порід
ТИП (СЕРІЯ, РЯД) ГІРСЬКИХ ПОРІД ТИХООКЕАНСЬКИЙ — лужно-вапнякові магматичні гірські породи габро-перидотитового і граніт-гранодіоритового типу, поширені переважно в областях, що тяжіють до Тихого океану, і приурочені до складчастих областей.